# Uranium City
Uranium City es una localidad al noroeste de la provincia canadiense de Saskatchewan. En 2011 su población era de 89 habitantes.

## Historia
En 1949, Athabascaite fue descubierto por S. Kaiman mientras él estaba investigando los materiales radiactivos en el Lago Athabasca, cerca de Uranium City.
En 1952, el gobierno provincial decidió establecer una ciudad al servicio de las minas de uranio en el área de Beaverlodge desarrollado por Eldorado Mining and Refining, una corporación federal. En 1954 el periódico local The Uranium Times señaló que 52 minas estaban operando y 12 minas a cielo abierto cerca al lago Beaverlodge. En un principio, la mayoría de las residencias en Uranium City eran simplemente tiendas de campaña.
Algunas de las minas que operan en el área comprendida por la mina y la mina de Gunnar Lorado.
Se consideraron dos opciones para los pueblos de la región: poblaciones cercanas a la mina o de las comunidades más grandes más centralizados con servicios adecuados. Al no querer replicar algunos de los problemas asociados con pequeños pueblos mineros en el momento en el norte de Ontario, el gobierno presionó por la segunda opción y Uranium City fue el modelo a seguir de la comunidad de Arvida, en Quebec.
La población del pueblo sólo comenzó a crecer de manera significativa una vez que los recursos de Eldorado hizo una iniciativa deliberada en el año 1960 para ver al personal ubicado en el pueblo en lugar del camping Eldorado.
Uranium City era una ciudad próspera hasta 1982, con su población que se acerca el umbral de 5.000 necesarios para lograr el estatus de ciudad en la provincia. Su función urbana era la minera, pero el cierre de las minas en 1983 llevó al colapso económico, con la mayoría de los residentes de la ciudad abandonándola. Fue designado más tarde como un asentamiento del norte con cerca de 300 personas restantes. Tras el cierre de un hospital local en la primavera de 2003, la población se redujo aún más a cerca de 70 personas. La población actual es de alrededor de 89, incluyendo un número de métis y gente de las Primeras Naciones.

## Transporte
El pueblo está servido por el Aeropuerto de Uranium City.

## Clima
| Parámetros climáticos promedio de Uranium City (1961-1990) | Parámetros climáticos promedio de Uranium City (1961-1990) | Parámetros climáticos promedio de Uranium City (1961-1990) | Parámetros climáticos promedio de Uranium City (1961-1990) | Parámetros climáticos promedio de Uranium City (1961-1990) | Parámetros climáticos promedio de Uranium City (1961-1990) | Parámetros climáticos promedio de Uranium City (1961-1990) | Parámetros climáticos promedio de Uranium City (1961-1990) | Parámetros climáticos promedio de Uranium City (1961-1990) | Parámetros climáticos promedio de Uranium City (1961-1990) | Parámetros climáticos promedio de Uranium City (1961-1990) | Parámetros climáticos promedio de Uranium City (1961-1990) | Parámetros climáticos promedio de Uranium City (1961-1990) | Parámetros climáticos promedio de Uranium City (1961-1990) |
| Mes                                                        | Ene.                                                       | Feb.                                                       | Mar.                                                       | Abr.                                                       | May.                                                       | Jun.                                                       | Jul.                                                       | Ago.                                                       | Sep.                                                       | Oct.                                                       | Nov.                                                       | Dic.                                                       | Anual                                                      |
| ---------------------------------------------------------- | ---------------------------------------------------------- | ---------------------------------------------------------- | ---------------------------------------------------------- | ---------------------------------------------------------- | ---------------------------------------------------------- | ---------------------------------------------------------- | ---------------------------------------------------------- | ---------------------------------------------------------- | ---------------------------------------------------------- | ---------------------------------------------------------- | ---------------------------------------------------------- | ---------------------------------------------------------- | ---------------------------------------------------------- |
| Temp. máx. abs. (°C)                                       | 3.3                                                        | 5.9                                                        | 11.6                                                       | 28.9                                                       | 31.6                                                       | 38.0                                                       | 37.2                                                       | 32.8                                                       | 29.4                                                       | 20.4                                                       | 10.5                                                       | 5.9                                                        | 38.0                                                       |
| Temp. máx. media (°C)                                      | -21.8                                                      | -16.2                                                      | -8.1                                                       | 3.7                                                        | 12.8                                                       | 18.8                                                       | 21.3                                                       | 19.3                                                       | 11.3                                                       | 3.8                                                        | -8.1                                                       | -17.7                                                      | 1.6                                                        |
| Temp. media (°C)                                           | -26.8                                                      | -22                                                        | -15                                                        | -2.4                                                       | 6.9                                                        | 13.3                                                       | 16.2                                                       | 14.5                                                       | 7.3                                                        | 0.5                                                        | -11.8                                                      | -22.1                                                      | -3.5                                                       |
| Temp. mín. media (°C)                                      | -31.9                                                      | -28.0                                                      | -22.0                                                      | -8.6                                                       | 1.0                                                        | 7.7                                                        | 11.0                                                       | 9.6                                                        | 3.3                                                        | -2.8                                                       | -15.7                                                      | -26.7                                                      | -8.6                                                       |
| Temp. mín. abs. (°C)                                       | -48.9                                                      | -48.9                                                      | -42.8                                                      | -37.8                                                      | -20.0                                                      | -5.0                                                       | 3.2                                                        | -1.4                                                       | -9.4                                                       | -25.9                                                      | -41.7                                                      | -45.6                                                      | -48.9                                                      |
| Precipitación total (mm)                                   | 20.7                                                       | 14.8                                                       | 18.6                                                       | 19.2                                                       | 21.4                                                       | 37.8                                                       | 53.0                                                       | 53.5                                                       | 37.3                                                       | 35.9                                                       | 29.2                                                       | 20.6                                                       | 361.8                                                      |
| Lluvias (mm)                                               | 0.0                                                        | 0.0                                                        | 0.2                                                        | 4.6                                                        | 17.6                                                       | 37.7                                                       | 53.0                                                       | 53.3                                                       | 35.7                                                       | 21.1                                                       | 0.3                                                        | 0.2                                                        | 223.7                                                      |
| Nevadas (cm)                                               | 32.9                                                       | 24.8                                                       | 27.7                                                       | 18.9                                                       | 4.4                                                        | 0.0                                                        | 0.0                                                        | 0.2                                                        | 2.0                                                        | 19.2                                                       | 48.3                                                       | 36.7                                                       | 215.1                                                      |
| Días de precipitaciones (≥ 1 mm)                           | 12                                                         | 10                                                         | 9                                                          | 7                                                          | 8                                                          | 10                                                         | 11                                                         | 12                                                         | 12                                                         | 12                                                         | 15                                                         | 13                                                         | 130                                                        |
| Días de lluvias (≥ 0.2 mm)                                 | 0                                                          | trace                                                      | trace                                                      | 2                                                          | 7                                                          | 10                                                         | 11                                                         | 12                                                         | 11                                                         | 7                                                          | trace                                                      | trace                                                      | 60                                                         |
| Días de nevadas (≥ 0.2 cm)                                 | 14                                                         | 11                                                         | 10                                                         | 6                                                          | 2                                                          | trace                                                      | 0                                                          | trace                                                      | 2                                                          | 8                                                          | 16                                                         | 16                                                         | 84                                                         |
| Fuente:                                                    |                                                            |                                                            |                                                            |                                                            |                                                            |                                                            |                                                            |                                                            |                                                            |                                                            |                                                            |                                                            |                                                            |